# Smiths Grove (Kentucky)
Smiths Grove es una ciudad ubicada en el condado de Warren en el estado estadounidense de Kentucky. En el Censo de 2010 tenía una población de 714 habitantes y una densidad poblacional de 353,43 personas por km².

## Geografía
Smiths Grove se encuentra ubicada en las coordenadas 37°3′1″N 86°12′29″O / 37.05028, -86.20806. Según la Oficina del Censo de los Estados Unidos, Smiths Grove tiene una superficie total de 2.02 km², de la cual 2.02 km² corresponden a tierra firme y (0%) 0 km² es agua.

## Demografía
Según el censo de 2010, había 714 personas residiendo en Smiths Grove. La densidad de población era de 353,43 hab./km². De los 714 habitantes, Smiths Grove estaba compuesto por el 85.71% blancos, el 10.36% eran afroamericanos, el 0.14% eran amerindios, el 0.7% eran asiáticos, el 0.14% eran isleños del Pacífico, el 0.28% eran de otras razas y el 2.66% pertenecían a dos o más razas. Del total de la población el 0.42% eran hispanos o latinos de cualquier raza.